# Islanda ai Giochi della XVIII Olimpiade
L'Islanda partecipò ai Giochi della XVIII Olimpiade, svoltisi a Tokyo dal 10 al 24 ottobre 1964, con una delegazione di quattro atleti impegnati in due discipline: atletica leggera e nuoto. Il portabandiera alla cerimonia di apertura fu il decatleta Valbjörn Þorláksson, alla sua seconda Olimpiade.
Fu l'ottava partecipazione di questo paese ai Giochi estivi. Non furono conquistate medaglie.